# 昆万动车组列车
昆万动车组列车，又称中老铁路国际旅客列车，车次编号分别为D86/83、D84/85次列车与D87/88次列车，是往來于中华人民共和国云南省昆明市昆明南站及老撾人民民主共和國首都万象市万象站之間的国际联运旅客列车服務，于2023年4月13日起开始运行。
昆万直通车在中国铁路历史中占据五项“第一”：首个由动车组开行的国际列车、首个途径全部车站与铁路均由国铁集团管理运营的国际列车、首个全线接触网供电的国际列车、首个最高时速达到160km的国际列车，以及首个支持12306购票的国际列车。

## 历史
中老铁路于2021年12月3日开通运营，但由于2019冠状病毒病疫情影响，中老铁路开通初期仅有跨境货运服务，客运服务实行昆明至磨憨、万象至磨丁间分段开行，未有开行跨境客运服务。2023年4月10日，因应COVID-19疫情防控政策大幅调整，中国国家铁路集团宣布，自4月13日起中老铁路首次开行从昆明南、万象双向对开国际旅客列车，车次为D887/888次。

### D87/88次列车
2023年4月13日，昆万动车组列车正式开行。北京时间8时8分，首趟南下列车D887次从昆明南站始发前往万象站；一小时后（即北京时间9时8分，万象时间8时8分），首趟北上列车D888次从万象站出发前往昆明南站。当日首发的列车车票已基本售罄。
2023年7月26日起，中老铁路实施新的列车运行图。经铁路部门与海关、边检部门沟通协调，列车全程通关时间进一步缩短，故列车运行时间相应缩短，从10小时30分压缩至9小时26分，全程减少64分钟。
2024年1月10日起，D887/888次列车改为D87/88次列车。

### D86/83、D84/85次列车
- 2024年4月13日起，D85/86次列车开始运行，运行区间为西双版纳站至琅勃拉邦站，运营初期按每周一、周五、周六、周日共4天开行。
- 2025年4月13日起，列车延长至普洱站始发终到。
- 2025年7月18日，原普洱～琅勃拉邦D85/86次列车延长延长为昆明～万象，车次调整为D86/83、D84/85次。

## 列车与服务
本列车由昆明局集团派出的复兴号CR200J型动车组担当，其中从昆明南始发的为采用绿色涂装的列车，而从万象始发的为采用红白蓝三色涂装的特别订制版“澜沧号”。两列动车组均采用9节编组，其中1节一等座车、6节二等座车和1节餐车由中车四方制造，1节动力车由中车大连制造。列车结合中老两国自然环境、线路条件、本土文化以及跨国运营需求为中老铁路特别订制，设计时速160公里，定员载客720人。每节车厢采用跨境运营特殊设计，均设置符合中国、老挝两种标准的电源插座和USB插孔；旅客信息显示、广播和服务标识均采用中、老、英三种语言，在车上设有安装汉英、汉老互译软件的手机，并可根据境内外不同时区自动切换中、老时间；车厢预留Wi-Fi接入功能，支持同时接入中国和老挝3G/4G网络的功能。列车内的装饰采用牡丹花和占芭花合为心形图案，寓意中老友谊。针对中老铁路沿线隧道较多，动车组采用更高的气密性标准，空调系统设置压力保护装置。车窗采用隔断热桥结构和夹层玻璃，同时增加空调送风能力，可适应沿线高温气候。车厢内设有无障碍座椅、无障碍卫生间和盲文引导。
本列车的乘务由昆明局集团昆明客运段高铁五队国际组担当。针对国际旅客列车的特点，列车乘务员制服融入了中老特色，而列车长臂章使用中、老、英三种语言绣制。列车的餐饮服务除提供普洱茶、煲仔饭、云南米线等云南特色美食外，还提供其他风味的套餐。从昆明南站的中国餐食在到达磨憨站后即停止售卖，在老挝境内餐车开始贩卖当地的食物。
「澜沧号」LCR200J3-B車底當中，車組LCR200J3-B-0403、LCR200J3-B-0404的7號車廂為一等座車，8號車廂（駕駛拖車）則改為商務座車，另LCR200J3-B-0404的內飾升級為第三代CR200Jx-C同等級配置，所有座椅均可旋轉，商務座比照CR400AF-Z以及第三代CR200J短編組量產車（CR200Jx-C、高原型CR200J1-D）採用反魚骨商務座椅配置。
特別的是，本列車之車底沒有懸掛中國國徽（中方「復興號」CR200J3-B車底）以及老挝国徽（老方「澜沧号」LCR200J3-B車底），成為國際聯運列車中唯一一列沒有懸掛該國國徽之國際列車。

## 运营模式
与普通旅客列车不同，昆万动车组列车分为中国段和老挝段，设有跨境车厢和非跨境车厢。中国段实行电子客票，但购买跨境车票的旅客需要使用护照，可通过中国铁路12306网站（含客户端）、老挝铁路互联网售票系统和指定车站售票窗口购票。线上购买车票的旅客需要到车站指定窗口换取纸质车票。昆明南站到万象站二等座全程票价为人民币542元，一等座全程票价为人民币864元。
本列车采取“两地两检”通关模式。以昆明南至万象为例，列车到达磨憨站时，跨境旅客携带全部行李，进入出境联检区域，配合中方海关人员完成出境联检后，返回列车继续旅行。列车运行至磨丁站后，旅客再次携带全部行李下车，进入入境联检区域，配合老方海关人员完成入境联检，到站为磨丁的旅客可直接出站，到老挝其他车站的旅客，返回列车继续旅行，万象至昆明南的旅检流程与前述相同，旅客出境、入境通关各需1小时左右。老挝虽然对中华人民共和国护照持有者实行落地签政策，但磨丁铁路口岸目前不具备办理落地签证的功能，因此中国公民在搭乘昆万动车组前往老挝前，须预先办理贴纸签证或电子签证，或选择在磨憨站下车，自行前往磨憨口岸或磨丁公路口岸办理落地签证过关，再到磨丁站继续铁路行程。

## 备注
1. ↑  因中华人民共和国不承认中华民国护照，台湾居民需使用台灣居民來往大陸通行證购票。香港和澳门居民可使用特区护照购票[9]。